# Rosenau (Brandemburgo)
Rosenau é um município da Alemanha, situado no distrito de Potsdam-Mittelmark, no estado de Brandemburgo. Tem 49,36 km² de área, e sua população em 2019 foi estimada em 878 habitantes.